# Народно-освободительная война в Вардарской Македонии
Народно-освободительная война в Вардарской Македонии (макед. Народноослободителната воjна во Вардарскиот дел на Македонија, также макед. Народноослободителната борба во Вардарскиот дел на Македонија, серб. Народноослободилачки рат у Вардарскоj Македонији) велась созданной под руководством КПЮ/КПМ Народно-освободительной армией Македонии (партизаны) против болгарских, итальянских и немецких оккупантов, а также македонских квислинговских и четнических формирований в период 1941—1944 годов. Вооружённая борьба македонских партизан началась в сентябре — октябре 1941 года, а завершилась изгнанием оккупантов 19 ноября 1944 года и являлась частью Народно-освободительной войны Югославии.

## История

### 1941 год: оккупация страны и начало освободительной войны
После начала Апрельской войны территория Вардарской Македонии была оккупирована с востока болгарскими, а с запада итальянскими и албанскими войсками. Королевская армия Югославии фактически не оказала сопротивления противнику, поскольку подавляющая часть войск была разгромлена немецкими частями в северной части страны. После капитуляции Югославии территория Северной Македонии была разделена на две части: Вардарская Македония фактически досталась Албании (в том числе города Тетово, Гостивар, Кичево, Струга и Преспа), а остальная часть Вардарской Македонии с главным городом Скопье вошла в состав Болгарии.
В конце апреля 1941 года в горкомах Коммунистической партии Югославии городов Прилеп, Тетово, Куманово, Охрид, Битола, Велес, Крушево, Кавадарци и других было принято решение о составлении манифеста к населению Вардарской Македонии с призывом к началу войны против оккупантов. Однако эти планы были сорваны: секретарь македонского отдела Коммунистической партии Югославии Методие Шаторов бойкотировал очередной съезд партии и бежал в Болгарию, чтобы вступить в Болгарскую рабочую партию и бороться за объединение югославской Македонии с коммунистической Болгарией. В ЦК КПЮ это расценили как предательство и 24 июля 1941 исключили Шаторова из партии. Его место занял Лазар Колишевский.
В апреле и мае 1941 года фактически уже началась партизанская война: независимые группы Движения Сопротивления начали устраивать взрывы на аэродромах, уничтожая самолёты ВВС Болгарии, подрывать грузовики и железнодорожные составы. В мае ЦК КПЮ сформировал Военную комиссию по подготовке вооружённого восстания на территории Вардарской Македонии.
В сентябре произошли первые вооружённые столкновения с болгарскими военными частями близ Богомилского тоннеля, на железной дороге Велес-Прилеп и в селе Водно близ Скопья. В том же месяце был сформирован Штаб партизанских отрядов по руководству вооружённым действиями: в состав штаба вошли Лазар Колишевский, Мирче Ацев, Страшо Пинджур, Михайло Апостолский и Цветко Узуновский. Ещё в августе был сформирован 1-й Скопский партизанский отряд, который стал первым партизанским отрядом на территории Вардарской Македонии.

### 1941—1944 годы: ход боевых действий
Официальной датой начала сопротивления стало 11 октября 1941 года, когда Прилепский партизанский отряд атаковал полицейский участок в Прилепе. Это стало сигналом к началу вооружённого выступления антифашистов Македонии против германских, болгарских, итальянских и албанских захватчиков.
На совещании в Скопье, которое состоялось в январе 1942 года, был подготовлен отчёт о ходе стычек и действий вооружённых отрядов. К лету 1942 года некоторые территории Вардарской Македонии были полностью очищены от оккупантов. Народно-освободительное движение усилилось после того, как его возглавил Светозар Вукманович, который имел все полномочия для организации новых ячеек Коммунистической партии Югославии на македонских землях. В марте 1943 года в Тетово была основана Коммунистическая партия Македонии, секретарём ЦК которой стал Лазар Колишевский.
Со 2 по 4 февраля 1943 в Преспе состоялся Съезд партии, на котором было принято решение об организации Антифашистского собрания народного освобождения Македонии, органов власти Народно-освободительного движения и издании Манифеста о целях освободительного движения. После капитуляции Италии 8 сентября 1943 территории, освобождённые от оккупантов, расширились значительно. Македонцам удалось отбить Кичево и Дебар, а вскоре восстание вспыхнуло близ Струги, Охрида и Преспы. Главный штаб Народно-освободительных партизанских отрядов Македонии был переименован в Главный штаб Народно-освободительной армии и партизанских отрядов (НОАиПО) Македонии.
Благодаря созданию регулярных вооружённых сил война против оккупантов открыто перешла в войну за освобождение территории Вардарской Македонии и создание македонского государства. Именно тогда при Главном штабе стали появляться первые иностранные военные миссии, а вскоре македонцы установили радиосвязь с Верховным штабом НОАЮ и начали переговоры с немецким командованием в Струге об обмене военнопленных. Северная Македония была разделена на пять оперативных зон, в каждой из которых были свои органы власти. Состоялись вскоре и два Съезда Антифашистского вече народного освобождения Югославии, на которых присутствовали делегаты от Македонии.

### 1944 год: освобождение Вардарской Македонии
После Февральского похода и серии летних наступательных операций 1944 года македонцы приступили к завершающему этапу освобождения родных земель от захватчиков. 2 августа 1944 в монастыре святого Прохора Пчинского состоялся первый Съезд Антифашистского собрания по народному освобождению Македонии. На Съезде было принято решение о признании нового государства Македонии как федеральной единицы Демократической Федеративной Югославии. 19 ноября 1944 года Вардарская Македония была полностью освобождена от захватчиков, и таким образом появилась Народная Республика Македония. Так завершилась Народно-освободительная война на территории Вардарской Македонии.
Македонцы продолжили войну за освобождение всей территории Югославии и дальше: всего службу в Народно-освободительной армии несли около 66 тысяч солдат и офицеров, распределённые по семи дивизиям и трём корпусам. Македонцы участвовали в освобождении Сербии, направив туда три корпуса, а 15-й корпус продолжил борьбу и на территории Срема. В мае 1945 года македонцы завершили войну, добив остатки несдавшихся коллаборационистов на соседних территориях и разгромив регулярные части немецких и усташско-домобранских войск.
|                      | Конец 1941 | Конец 1942 | Сентябрь 1943 | Конец 1943 | Конец 1944 |
| -------------------- | ---------- | ---------- | ------------- | ---------- | ---------- |
| Численность партизан | 1.000      | 2.000      | 10.000        | 7.000      | 66.000     |

На войне погибло около 24 тысяч солдат и офицеров, из них по 6 тысяч сербов и македонцев, 4 тысячи албанцев и тысяча болгар. От 3 тысяч человек были арестованы и казнены по обвинению в военных преступлениях против мирного населения и сотрудничестве со странами блока Оси. 14 тысяч мирных граждан (из них 5 тысяч этнических македонцев и примерно 7 тысяч евреев) стали жертвами террора против мирного населения.

## Галерея
- Мемориальный центр I Съезда АСНОМ в селе Пелинце
- Памятник Стевану Наумову в Битоле
- Памятник женщинам-участницам войны в Тетово
- Памятник павшим борцам за свободу в Скопье
- Памятник освободителям Скопье
- Памятник павшим воинам в Делчево
- Памятник Чеде Филиповскому в Гостиваре
- Статуя на памятнике народной революции в Куманово
- Статуя Иосифа Иосифовского в Преспе
- Памятник Кузману Иосифовскому в Прилепе
- Памятник Народной Революции в Битоле
- Памятник Вере Йоцич в Македонске-Каменице

### Комментарии
1. ↑  В документах КПЮ военного периода и возглавлявшегося ею народно-освободительного движения Македонией обычно именовалась Вардарская Македония как часть Югославии[1].
2. ↑  Термином «партизаны» в контексте войны в Югославии в 1941—1945 годах обозначаются члены нерегулярных воинских формирований и участники вооружённого движения Сопротивления, руководимого КПЮ — НОАЮ[2]. Другая вооружённая сила движения Сопротивления в Югославии — Равногорское движение четников под руководством Драголюба Михайловича — с 15 ноября 1941 года называлась Югославской армией на родине (сербохорв. Jugoslovenska vojska u otadžbini, сокр. ЮВуО). Однако в народе их по-прежнему называли четниками. Этот термин принят и в историографии[3].
3. ↑  Квислинг/квислинги — имя нарицательное, происходящее от имени норвежского политика В. А. Квислинга, обозначающее лиц, сотрудничавших с немецкими и итальянскими оккупационными войсками во Второй мировой войне. Как правило, член правительства страны, сотрудничающей с оккупационной державой. Известными квислингами были: маршал Ф. Петен, Й. Антонеску, Йозеф Тисо, П. Лаваль, А. Павелич, М. Недич, Л. Рупник и др.[4].

### Рекомендованная литература
- Anić, Nikola, Joksimović, Sekula, Gutić, Mirko. Narodno oslobodilačka vojska Jogoslavije. Pregled Razvoja Oruzanih Snaga Narodnooslobodilnackog pokreta 1941—1945 / Uroš KOSTIĆ. — Beograd: Vojnoistorijski institut, 1982.
- Colić, Mladenko. Pregled operacija na jugoslovenskom ratištu: 1941—1945. — Beograd: Vojnoistorijski Institut, 1988. — 493 с.
- Schmider, Klaus. Partisanenkrieg in Jugoslawien 1941—1944. — Hamburg • Berlin • Bonn: Verlag E.S. Mittler & Sohn GmbH, 2002. — ISBN 3-8132-0794-3.
- Стефов, Ристо[макед.]. Историја на македонскиот народ од антички времиња до денес (макед.). — Скопје: Македонска искра, 2008. — 500 с. — ISBN 978-9989-157-97-4.
- Trifković, Gaj. Sea of Blood. A Military History of the Partisan Movement in Yugoslavia 1941—45 (англ.). — Helion & Co Ltd, 2022. — P. 448. — ISBN 9781914059940.